# Varietà conformemente piatta

La varietà superiore è piatta. Quella inferiore no, ma è conforme alla prima

In geometria differenziale, una varietà pseudo-riemanniana è conformemente piatta se ogni suo punto ha un intorno che può essere mappato a uno spazio piatto mediante una trasformazione conforme.
In pratica la metrica sulla varietà deve essere conforme alla metrica piatta, ossia le geodetiche devono mantenere le angolazioni passando dall'una all'altra, oltre che mantenere invariate le geodetiche nulle. Ciò comporta che esiste una funzione {\displaystyle \lambda (x)} tale che {\displaystyle g(x)=\lambda (x)\,\eta }, dove  {\displaystyle g(x)} è la metrica in questione, {\displaystyle \eta } è la metrica piatta e {\displaystyle x} è un punto della varietà. La radice quadrata di {\displaystyle \lambda (x)} è definita fattore conforme.
Più formalmente, sia {\displaystyle (M,g)} una varietà pseudo-riemanniana. Allora {\displaystyle (M,g)} è conformemente piatta se per ogni punto {\displaystyle x} in {\displaystyle M} esiste un intorno {\displaystyle U} di {\displaystyle x} e una funzione liscia {\displaystyle f} definita su {\displaystyle U} tali che {\displaystyle (U,e^{2f}g)} è piatta (cioè la curvatura di {\displaystyle e^{2f}g} scompare su {\displaystyle U}). La funzione {\displaystyle f} non deve essere necessariamente definita su tutto {\displaystyle M.}
Alcuni autori distinguono ulteriormente attribuendo la definizione precedente a una varietà localmente conformemente piatta e lasciando la definizione di conformemente piatta al caso in cui la funzione {\displaystyle f} sia definita su tutto {\displaystyle M}.

## Esempi
- Ogni varietà con curvatura sezionale costante è conformemente piatta.
- Ogni varietà pseudo-riemanniana bidimensionale è conformemente piatta.[1]
  - L'elemento di linea delle coordinate geografiche (sfera bidimensionale o {\displaystyle S_{2}}) {\displaystyle ds^{2}=d\theta ^{2}+\sin ^{2}\theta \,d\phi ^{2}} ha come tensore metrico {\displaystyle \textstyle g_{ik}=\left[{\begin{smallmatrix}1&0\\0&\sin ^{2}\theta \end{smallmatrix}}\right]} e non corrisponde a una metrica piatta, infatti rappresenta la sfera. Ma, usando la proiezione stereografica, è mappabile su un piano tramite il fattore conforme {\displaystyle \textstyle {\frac {2}{1+r^{2}}}}, dove {\displaystyle r} è la distanza dall'origine dello spazio piatto,[2] ottenendo {\displaystyle \textstyle ds^{2}=d\theta ^{2}+\sin ^{2}\theta \,d\phi ^{2}\,={\frac {4}{(1+r^{2})^{2}}}(dx^{2}+dy^{2})}.
- Una varietà pseudo-riemanniana tridimensionale è conformemente piatta se e solo se il tensore di Cotton svanisce.
- Una varietà pseudo-riemanniana {\displaystyle n}-dimensionale per {\displaystyle n\geq 4} è conformemente piatta se e solo se il tensore di Weyl svanisce.
- Ogni varietà riemanniana compatta, semplicemente connessa, conformemente euclidea è conformemente equivalente alla ipersfera (sfera {\displaystyle n}-dimensionale o {\displaystyle S_{n}}).[3]
- Nella relatività generale si possono spesso usare varietà conformemente piatte, ad esempio per descrivere la metrica di Friedmann-Lemaître-Robertson-Walker,[4] ma ciò non è possibile in generale, infatti è stato dimostrato che non esistono sezioni conformemente piatte della metrica di Kerr.[5]

Un esempio di metrica conformemente piatta è dato dalle coordinate di Kruskal-Szekeres che, considerando solo le prime due coordinate, temporale e radiale, è {\displaystyle \textstyle ds^{2}=\left(1-{2GM}/{r}\right)dv\,du}, il cui tensore metrico è {\displaystyle \textstyle g_{ik}=\left[{\begin{smallmatrix}0&1-{2GM}/{r}\\1-{2GM}/{r}&0\end{smallmatrix}}\right]}, quindi non corrispondente a una varietà piatta. Ma mediante la trasformazione {\displaystyle t=(v+u)/2} e {\displaystyle x=(v-u)/2} si ottiene {\displaystyle \textstyle ds^{2}=\left(1-{2GM}/{r}\right)(dt^{2}-dx^{2})}, con tensore metrico{\displaystyle \textstyle g_{ik}=\left[{\begin{smallmatrix}1-{2GM}/{r}&0\\0&-1+{2GM}/{r}\end{smallmatrix}}\right]=\left(1-{\frac {2GM}{r}}\right)\left[{\begin{smallmatrix}1&0\\0&-1\end{smallmatrix}}\right]}, che è la metrica piatta a meno del primo fattore dopo l'uguale (fattore conforme).